# Chapelle Notre-Dame de l'Espérance
De Chapelle Notre-Dame de l'Espérance (Onze-Lieve-Vrouw van de Hoopkapel) is een modernistische mariakapel in het gehucht Saupont van de Belgische gemeente Bertrix. De kapel is sinds 2017 beschermd als monument.

## Geschiedenis
De kapel werd gebouwd in 1959 op initiatief van kanunnik André Lanotte uit dankbaarheid dat Bertrix grotendeels ongeschonden uit de Tweede Wereldoorlog was gekomen. Daarom liet hij vier mariakapellen bouwen in de vier hoeken van grondgebied van Bertrix. De Chapelle Notre-Dame de l'Espérance is de jongste van deze vier kapellen, die op 16 oktober 2017, samen met hun omgeving, werden beschermd als édifices et oeuvres d'art door de Franse Gemeenschap.

## Beschrijving
De Chapelle Notre-Dame de l'Espérance staat in het gehucht Saupont, ten oosten van Bertrix. Ze werd ontworpen door de Belgische architecten Roger Bastin (1913-1988) en Guy Van Oost (1930-2018). De kapel is opgebouwd uit lokale schist en heeft een lessenaarsdak bedekt met leien. Het altaar bestaat uit een geverfd blok beton bekroond met een metalen kruisbeeld met Christus. Ernaast is tegen de wand een polychroom houten beeld van Maria met Kind aangebracht. Dit beeld is het werk van de Belgische kunstenaar Jean Williame.